# Charles-François Sturm
Jacques Charles François Sturm, (Ženeva, 29. rujna 1803. — Pariz, 18. prosinca 1855.), bio je švicarsko-francuski fizičar i matematičar.
Sturm je postao profesor matematike 1830. na Collège Rollin u Parizu, a 1840. profesor matematike na École polytechnique, 1840. profesor mehanike na Faculté des sciences. Član Francuske akademije znanosti postao je 1836. Zajedno s Danielom Colladonom, izmjerio je zajednički tlak tekućina i brzinu zvuka u vodi.
Među Sturmovim radovima važno je spomenuti Cours d'analyse (1857.) i Cours de mécanique. Dobitnik je Copleyeve medalje 1840.
Njegovo ime nalazi se na popisu 72 znanstvenika ugraviranih na Eifellovom tornju.